# Herb Singapuru
Herb Singapuru przedstawia tarczę heraldyczną koloru czerwonego, a na niej białe: półksiężyc i 5 gwiazd. Kolor czerwony symbolizuje uniwersalną równość i braterstwo ludzi, biały zaś - czystość i cnotę. 5 gwiazd oznacza 5 singapurskich ideałów: demokrację, pokój, postęp, sprawiedliwość i równość. Zarówno gwiazdy, jak i półksiężyc na czerwonym tle znajdują się też na fladze Singapuru.
Herb przytrzymywany jest przez lwa z prawej (heraldycznie) strony i tygrysa z lewej. Lew symbolizuje Singapur, zaś tygrys - historyczne związki z Malezją. 
Pod tarczą znajduje się wstęga z dewizą państwa: Majulah Singapura (Naprzód Singapurze)
Został przyjęty 3 grudnia 1959 r.